# Britta Bilač
Britta Bilač, nata Vörös (Saalfeld, 4 dicembre 1968), è un'ex altista tedesca naturalizzata slovena.

## Palmarès

### Mondiali indoor
- 1 medaglia[1]:
  - 1 argento (Barcellona 1995)

### Europei
- 1 medaglia[1]:
  - 1 oro (Helsinki 1994)

### Europei indoor
- 1 medaglia[2]:
  - 1 argento (Glasgow 1990)

### Coppa del mondo
- 1 medaglia[1]:
  - 1 oro (Londra 1994)

### Giochi del Mediterraneo
- 2 medaglie[1]:
  - 1 oro (Narbonne 1993)
  - 1 bronzo (Bari 1997)